# Обстрел микрорайона Восточный в Мариуполе 24 января 2015 года
Обстрел микрорайона Восточный в Мариуполе 24 января 2015 года — серия обстрелов жилых кварталов Левобережного района города Мариуполя, осуществленных российскими и пророссийскими силами 24 января 2015 года в ходе вооружённого конфликта на востоке Украины. Первый обстрел произошёл около 09:15 по киевскому времени. Из реактивных систем залпового огня были обстреляны блокпосты ВСУ и жилой микрорайон «Восточный». Погиб 31 человек, ранено 117. Большинство жертв — мирные жители, среди погибших и раненых есть дети.
Вину за произошедшее стороны конфликта возложили друг на друга. Секретарь СНБО Украины обвинил в обстреле «российско-террористические группировки» и заявил, что ответственность за убийство мирных жителей лежит лично на российском президенте Владимире Путине. Штаб непризнанной ДНР назвал случившееся провокацией украинской стороны.
Согласно предварительным выводам мониторинговой миссии ОБСЕ, обстрел был произведён из реактивных систем залпового огня «Град» и «Ураган» с территорий, контролируемых ДНР. К аналогичным выводам пришли эксперты Human Rights Watch, исследовавшие место обстрела.

## Предшествующие события
23 января 2015 года глава ДНР Александр Захарченко заявил о том, что силы сепаратистов продолжат наступление «до границ Донецкой области». При этом он опроверг сообщения в украинских СМИ о наступлении на Мариуполь, заявив, что «перед тем, как его брать, надо брать Славянск».

## Ход событий

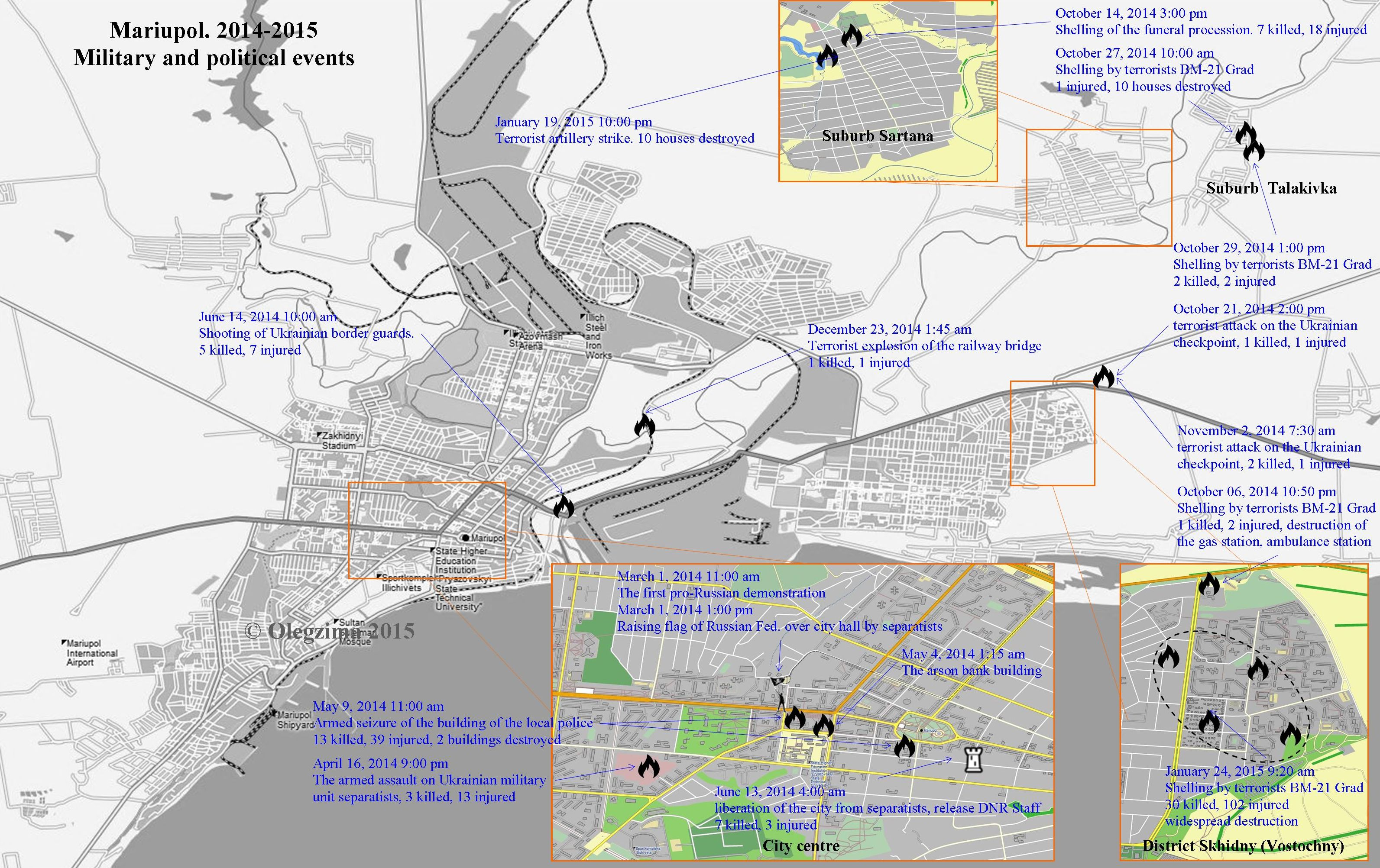
Мариуполь. 2014—2015. Военные и политические события

Последствия обстрела
Первый удар был нанесён около 8 часов утра 24 января 2015 года — по блокпостам украинской армии №14 и №15, а также по окрестностям посёлков Сартана и Гнутово, в результате чего в микрорайоне Восточный было нарушено электроснабжение.
В 09:15 начался массированный обстрел микрорайона Восточный. Попадания снарядов были зафиксированы на улицах Олимпийской, Киевской, между школами № 5 и № 69, также снаряды взорвались в непосредственной близости от рынков «Денис» и «Киевский». Люди начали покидать районы, попавшие под обстрел. Были организованы автобусные спецрейсы по доставке людей в центральную часть города.
Обстрелом были повреждены здания и другие сооружения, а на стоянке сгорели около 30—50 автомобилей. По информации горсовета, различные повреждения получили 53 многоэтажных и 14 частных домов жилого микрорайона Восточный, 4 школы и 3 детских сада. По информации ГУМВД Украины в Донецкой области, повреждено 79 объектов: 37 частных домов, 22 многоэтажных дома, 2 рынка, 8 магазинов, почтовое отделение, 2 банковских учреждения, аптека, кафе и СТО. В населённых пунктах Павлополь и Сартана разрушены три подстанции, из-за чего в микрорайоне Восточный частично остановилась подача электричества и воды. Из-за повреждения газовой магистрали в районе блок-поста № 15 была прекращена подача природного газа. Также обнаружено 14 очагов возгорания в результате попаданий снарядов. Вскоре был создан штаб во главе с премьер-министром Украины Арсением Яценюком. Начались работы по переселению жителей в другие районы города.
Позже в этот же день, в районе 13:00 и около 17:06 восточный район Мариуполя вновь подвергся обстрелам.
24 января Александр Захарченко объявил о начале наступления на Мариуполь, однако позже он заявил, что «никто город штурмовать не собирается».
25 января глава Донецкой ОГА Александр Кихтенко сообщил, что ориентировочная сумма ущерба в результате обстрела города превышает 100 млн гривен.
26 января Кабинет Министров Украины принял решение о вводе режима чрезвычайной ситуации на территории Донецкой и Луганской областей. В этот же день Мариупольский горсовет сообщил, что по городу распространяется ложная информация о том, что жителям необходимо покинуть Орджоникидзевский (ныне — Левобережный) район в связи с возможным обстрелом города.

## Версии произошедшего

### Версия ОБСЕ
Согласно докладу мониторинговой миссии ОБСЕ, обстрел был произведён из реактивных систем залпового огня «Град» и «Ураган» с территорий, контролируемых ДНР. К аналогичным выводам пришли эксперты Human Rights Watch, исследовавшие место обстрела.

### Версия руководства Украины
По информации городской администрации на Мариуполь было выпущено 3 полных боевых комплекта, 120 снарядов из установок реактивной системы залпового огня БМ-21 «Град». По словам городского головы Мариуполя Юрия Хотлубея, очевидцами были замечены 6 установок «Град» в районе села Широкино.
По словам министра обороны Украины Степана Полторака, обстрел вёлся из села Саханка (находится рядом с Широкино), где и было размещено 6 «Градов». Четыре из них вскоре были уничтожены в результате ответных артиллерийских ударов украинских военных.
По заявлению полка Национальной гвардии Украины «Азов», целью обстрела 24 января в районе 13:00 был блокпост № 15 на восточной окраине города, а около 17:06 — блокпост № 14.

### Версия руководства ДНР
В штабе ДНР заявили, что огонь вёлся из района посёлка Старый Крым (находится северо-западнее центра города), который контролируется украинскими военными. Удар по Мариуполю был назван провокацией. Также представитель ДНР уточнил, что «у сил ополчения в районе Мариуполя нет артиллерийских систем, которые смогли бы обстрелять указанный район. От наших позиций до указанного места слишком далеко».
К вечеру того же дня глава ДНР Александр Захарченко заявил, что украинские силовики ошибочно обстреляли Мариуполь из села Бердянское (в районе Мариуполя есть два села с таким названием: одно восточнее, другое — западнее города): «До сегодняшнего дня мы не вели активных действий у Мариуполя <…> Но сейчас, после того как Киев решил свалить ответственность за ошибочный огонь своих „Градов“ из Бердянского по жилому кварталу на нас, я отдал приказ подавлять позиции украинских войск, расположенные к востоку от Мариуполя <…> Сегодня началось наступление на Мариуполь. Это будет лучшим памятником всем нашим погибшим». Позднее он сделал заявление, что штурма Мариуполя не будет, подавляются позиции украинских войск к востоку от города. При этом 23 января Захарченко объявил о намерении «наступать до границ Донецкой области», и попутно отказался от дальнейших инициатив начать переговоры о перемирии.
Через два дня, 26 января, министр обороны ДНР Владимир Кононов в интервью изданию «Газета.Ru» возложил ответственность за обстрел на Вооружённые силы Украины.

Что там комментировать?! Удар был нанесен северо-западнее Мариуполя, из населённого пункта Старый Крым. Сначала были нанесены два удара по окраине города. По радиоперехватам было четко слышно: они [украинские военнослужащие] думали, что мы наступаем на Мариуполь. Был и другой радиоперехват — к сожалению, нет записи — из которого следовало, что они собирались нанести удар по району города. Вот они и ударили. Моя артиллерия, начиная с 8:30 и заканчивая 14:10, в том направлении даже близко не работала. Это была провокация чистой воды! То же самое, что было с автобусом под Волновахой, с «Боингом»… Это делается, чтобы нас объявить террористами, ни больше ни меньше.

## Расследование

### Украина
Была создана оперативно-следственная группа в составе представителей СБУ, прокуратуры и МВД.Управление Службы безопасности Украины в Донецкой области под контролем областной прокуратуры начало досудебное расследование в уголовном производстве по ч. 3 ст. 258 Уголовного Кодекса Украины (террористический акт, приведший к человеческим жертвам). В настоящее время правоохранители полагают, что представители самопровозглашённой ДНР нанесли огневой удар с Новоазовского направления. В прокуратуре считают, что «боевики умышленно использовали оружие массового поражения против мирного населения».
По сообщению главы МВД Украины Арсена Авакова, вскоре после инцидента был арестован наводчик. Позднее СБУ сообщила, контрразведкой был перехвачен разговор представителя ДНР с наводчиком «Градов».
25 января 2015 года глава СБУ Валентин Наливайченко сообщил, что корректировщик огня на Мариуполь доставлен в Киев и даёт показания. Наливайченко отметил, что корректировщиком является житель Мариуполя Валерий Сергеевич Кирсанов, у которого в городе живёт мать, при этом проводятся мероприятия по задержанию ещё одного подозреваемого в обстрелах местного жителя. Президент Украины на заседании СНБО отметил, что 26 января будут опубликованы показания подозреваемых в обстреле.
26 января были опубликованы показания Кирсанова (его СБУ считает «корректировщиком огня»), согласно которым обстрел вёлся под руководством российского офицера по прозвищу «Пепел». Позднее глава СБУ Валентин Наливайченко сообщил, что всего было пять обстрелов, после чего подозреваемые начали отводить военную технику к российской границе.
7 мая 2018 года председатель Службы безопасности Украины Василий Грицак заявил, что СБУ установила непосредственную причастность российских военных к обстрелу Мариуполя из «Градов» в 2015 году. По его словам Украина передаст доказательства обстрела украинского города кадровыми российскими военными в международный суд ООН. Украинские спецслужбы зафиксировали пересечение российских ракетных дивизионов границы с РФ, вплоть до их выезда на позицию для стрельбы. По результатам обстрела семерым российским военнослужащим и четырем боевикам «ЛДНР» объявлено о подозрении и они объявлены в розыск, в том числе по линии Интерпола.

Этот террористический акт был совершён при помощи двух штатных реактивных дивизионов вооруженных сил РФ… С территории России операцией непосредственно руководил начальник ракетных войск и артиллерии Южного военного округа ВС РФ генерал-майор Ярощук Степан Степанович
— брифинг Василия Грицака 7 мая 2018 в Киеве.
Глава СБУ добавил, что в оккупированном Донецке обстрелом непосредственно руководил полковник ВС РФ Александр Цпаплюк с позывным «Горец», а координацию действий реактивного дивизиона осуществлял подполковник ВС РФ Максим Власов, позывной «Югра».

Нами установлено участие в обстрелах непосредственно двухсотой Печенегской отдельной мотострелковой бригады и второй гвардейской Таманской мотострелковой дивизии, это бывшая пятая отдельная гвардейская мотострелковая Таманская бригада
— там же.

### ОБСЕ
Через час после обстрела на место происшествия прибыла группа наблюдателей специальной миссии ОБСЕ. Миссия зафиксировала 19 попаданий ракет (высказав уверенность в том, что зафиксированы не все попадания). Согласно результатам её исследований, в том числе изучения воронок, обстрел был произведён из реактивных систем залпового огня «Град» и «Ураган», с территорий, контролируемых ДНР. Огонь из «Града» вёлся с северо-восточного направления, из района села Октябрь (в 19 км от места падения ракет), из «Урагана» — с восточного направления из района села Заиченко (в 15 км от места падения ракет).

### Human Rights Watch
Обследовав место обстрела, эксперты Human Rights Watch пришли к выводу, что огонь велся с востока и северо-востока, с территории, контролировавшейся ДНР. Специалисты организации исследовали 31 место попадания реактивных снарядов (на землю или в здания), а также опросили свидетелей. В докладе подчеркивается, что глава ДНР Александр Захарченко в день обстрела сначала заявил о наступлении на Мариуполь, а затем опроверг собственные слова.

### Bellingcat
Согласно расследованию группы Bellingcat, обстрел Мариуполя вёлся с подконтрольной сепаратистам территории из ракетных установок «Град» и «Ураган», которые были доставлены с территории России, развернуты рядом с селом Безымянное, а после нанесения ударов были возвращены в Россию. По утверждениям Bellingcat, им удалось установить имена девяти российских офицеров, участвовавших в операции, в частности, генерал-майора Степана Ярощука и полковника Александра Цаплюка.

## Пострадавшие
На месте обстрела погибло 23 человека, в том числе один ребёнок. Позднее в больнице скончались ещё семеро человек, из них один ребёнок. Общее количество погибших по последним данным Донецкой облгосадминистрации составляет 31 человек, из них два ребёнка 5 и 15 лет. Ранено 117 человек, среди них семь детей.
Большинство жертв — мирные жители. Среди военных погиб один боец Национальной гвардии Украины, двое ранено.

## Память
В сентябре 2018 года по инициативе Фонда Рината Ахметова в Мариуполе, на стене 15-этажного здания по проспекту Мира, появился мурал «Милана». На нем изображена семилетняя девочка, жизнь которой навсегда изменила черная суббота – 24 января 2015 года. В этот день во время обстрела микрорайона Восточный погибла мама Миланы Абдурашитовой – она накрыла собою дочь. Девочка чудом выжила, но ей пришлось ампутировать ногу. По признанию жителей города, мурал «Милана» стал для них не только напоминанием о трагедии, но и символом всепобеждающего милосердия.
В сентябре 2022 г. мурал был уничтожен российскими оккупационными властями.

## Реакция
Следующий день, воскресенье 25 января 2015 года, на Украине был объявлен днём скорби. 24 и 25 января по всей Украине прошли траурные мероприятия по погибшим в Мариуполе. В Киеве, Львове, Днепропетровске(Днепре), Одессе, Харькове, Черновцах, Житомире, Херсоне, Запорожье, Кривом Роге, Луцке, Бердянске, Славянске, Краматорске и других городах почтить память мирных жителей Мариуполя вышли тысячи людей. 1 февраля у посольства России в Киеве прошла акция протеста; митингующие установили возле дипломатического учреждения траурные кресты с именами погибших при обстреле.
В самом же Мариуполе днями траура были объявлены 25, 26 и 27 января.
В Совете Безопасности ООН Великобритания предложила принять заявление, в котором осуждались «недавние провокационные высказывания» сепаратистов в связи с обстрелом. Попутно заявление призывало соблюдать соглашение о прекращении огня и провести расследование ракетного обстрела. Однако принятие заявления было заблокировано представителями России. Российские дипломаты разъяснили свои действия тем, что «Великобритании настаивала на осуждении советом отдельных заявлений ополченцев», хотя в течение дня «со стороны ополченцев поступали разные заявления», а также тем, что западные члены СБ отказываются осуждать заявления и действия правительства Украины.

### Россия
Министр иностранных дел России Сергей Лавров заявил, что «украинское правительство несёт ответственность за последнюю военную эскалацию». В своём телефонном разговоре с госсекретарём США Джоном Керри 25 января 2015 года «Сергей Лавров не стал непосредственно адресовать ответственность за атаку на Мариуполь на одну из сторон и сказал, что это должно быть расследовано» (цитата там же).
Российские СМИ озвучили версию о направлении снарядов из украинского Старого Крыма. Так,
- РИА Новости, повторило слова руководителей ДНР цитатой, объяснив источник «[по] той информации, которая у нас [штаб ДНР] сейчас есть», а слова начальника управления МВД Украины в Донецкой области Вячеслава Аброськина о количестве жертв подвергли сомнению: «якобы погибли минимум десять человек» [на самом деле 31, а раненых 117].
- ИТАР-ТАСС привёл свидетельство «жителя Мариуполя», ставшего очевидцем обстрела, который сказал, что «снаряд прилетел со стороны завода имени Ильича, там были слышны выстрелы. Эта территория подконтрольна ВСУ»[62]. Эту информацию корреспондент ИТАР-ТАСС нашёл в течение первого часа после обстрела, когда в руководстве Мариуполя смутно представляли количество жертв (именно через час, до 10:30 у руководства города было озвучено три жертвы, а к 11:30 информация поменялась[63]). После опубликования доклада ОБСЕ ИТАР-ТАСС процитировал последний практически полностью, но без фразы, завершающей третий абзац, в которой ОБСЕ излагает версию, что обстрел вёлся из населённых пунктов под контролем ДНР[64][65].
- Первый канал также заявлял, что обстрел вёлся со Старого Крыма, а в воскресном выпуске программы «Время» от 27 декабря 2015 года Первый канал заявил, что нашёл уже «сотни свидетельств того, как мины летели со стороны Старого Крыма»[66].

Глеб Павловский высказался так: 
Шутили, что нашим следующим ответом Америке будет: «Бомбить Воронеж!» Это стало лучшей шуткой 2012 года. А в 2014-м уже бомбили Мариуполь.